# Neylandville (Texas)
Neylandville es un pueblo ubicado en el condado de Hunt en el estado estadounidense de Texas. En el Censo de 2010 tenía una población de 97 habitantes y una densidad poblacional de 118,89 personas por km².

## Geografía
Neylandville se encuentra ubicado en las coordenadas 33°11′44″N 96°0′59″O / 33.19556, -96.01639. Según la Oficina del Censo de los Estados Unidos, Neylandville tiene una superficie total de 0.82 km², de la cual 0.82 km² corresponden a tierra firme y (0%) 0 km² es agua.

## Demografía
Según el censo de 2010, había 97 personas residiendo en Neylandville. La densidad de población era de 118,89 hab./km². De los 97 habitantes, Neylandville estaba compuesto por el 41.24% blancos, el 43.3% eran afroamericanos, el 0% eran amerindios, el 0% eran asiáticos, el 0% eran isleños del Pacífico, el 15.46% eran de otras razas y el 0% pertenecían a dos o más razas. Del total de la población el 15.46% eran hispanos o latinos de cualquier raza.